# Jules Romains
Louis Henri Jean Farigoule, más conocido por su seudónimo Jules Romains (St Julien Chapteuil, 26 de agosto de 1885-París, 14 de agosto de 1972), fue un poeta y escritor francés y el fundador del movimiento literario unanimismo. Entre sus obras se encuentran Knock ou le Triomphe de la médecine y una serie llamada Les Hommes de bonne volonté (Los hombres de buena voluntad). Sinclair Lewis lo llamó uno de los seis mejores novelistas del mundo.
Fue candidato al Premio Nobel de Literatura en 16 ocasiones.

## Biografía
Romains nació en Saint-Julien-Chapteuil (Auvernia). Sin embargo, realizó sus estudios en París, primeramente en el Liceo Condorcet y posteriormente en la Escuela Normal Superior de París. Allí se relacionó con el Abbaye de Créteil, una organización utópica fundada en 1906 por Charles Vildrac y René Arcos y de la que también eran miembros Georges Duhamel, Albert Gleizes y Albert Doyen. En 1909, Romains recibió su agregación en filosofía.
Durante la Segunda Guerra Mundial, Romains se exilió en los Estados Unidos, en donde trabajó en la Voz de América. En 1941, se mudó a México, en donde junto a otros refugiados franceses fundó el Institut Français d'Amérique Latine (IFAL). 
Romains fue elegido para la silla 12 de la Academia francesa en 1946. En 1964, fue nombrado ciudadano de honor de Saint-Avertin. Luego de su muerte en 1972, su silla en la Academia francesa fue ocupada por Jean d'Ormesson.

## Trayectoria
En 1903 había concebido la idea del unanimismo y se propuso describir el alma única que anima toda colectividad a través de los volúmenes poéticos El alma de los hombres (1904) y La vida unánime (1908). Su obra expresa su filosofía unanimista, según la cual los seres humanos deben considerarse como criaturas sociales y fraternales, no como individuos aislados unos de otros. Estas ideas eran las propias del grupo de la Abadía, del que Romains fue un asiduo visitante. Su literatura ofrece una visión panorámica que le permite describir, con gran sentido de la ironía, diferentes estratos sociales con mucho detalle y claridad. De la obra dramática de Jules Romains, llena de ironía, sensibilidad e imaginación, cabe citar El señor Trouhadec arrastrado por el libertinaje (1923), El dictador (1926), Donogoo (1930) y, sobre todo, Knock o el triunfo de la medicina (1923), brillante sátira que sirve a su autor para denunciar las imposturas de la modernidad y el imperio que los charlatanes ejercen sobre las masas.
Tras la publicación de la trilogía novelesca Psique (1922-1929), Jules Romains inició una vasta serie novelesca en veintisiete volúmenes, Los hombres de buena voluntad (1932-1947), que refleja la complejidad de la vida social en el mundo moderno. Otras obras a destacar son los poemarios Odas y plegarias (1913), Europa (1916) y El hombre blanco (1937), el ensayo Examen de conciencia de los franceses (1954) y las novelas Una mujer singular (1957) y La necesidad de ver claro (1958).

## Obras seleccionadas
- L'Ame des Hommes (1904)
- La Vie unanime (1908)
- Premier livre de prières (1909)
- Un être en marche (1910)
- Mort de quelqu'un (1911)
- Odes et prières (1923)
- Les Copains (1913)
- Sur les quais de la Villette (1914)
- Europe (1916)
- Les quatre saisons (1917)
- La Vision extra-rétinienne et le sens paroptique (1920)
- Knock ou le Triomphe de la médecine (1923)
- Monsieur Le Trouhadec saisi par la débauche (1923)
- Psyché (1929-1922)
  - Lucienne
  - Le Dieu des corps
  - Quand le navire
- Le couple France Allemagne (1934)
- Les Hommes de bonne volonté (1946-1932, 28 volúmenes)